# Les Fusillés (téléfilm)
 (mars 2016).
Si vous disposez d'ouvrages ou d'articles de référence ou si vous connaissez des sites web de qualité traitant du thème abordé ici, merci de compléter l'article en donnant les références utiles à sa vérifiabilité et en les liant à la section « Notes et références ».
Pour les articles homonymes, voir Les Fusillés.
Pour plus de détails, voir Fiche technique et Distribution.
Les Fusillés est un téléfilm français réalisé par Philippe Triboit diffusé le 10 novembre 2015 sur France 3. Et le 17 avril 2018 sur Numéro 23

## Résumé
Louis le patriote et Bastien l’opportuniste sont envoyés au front avec d'autres hommes de leur village. La Première Guerre mondiale a commencé. Mais un jour, Louis, Bastien et quatre autres hommes de leur section, dont Charles, Albert et Gervais, s'égarent à la suite d'un bombardement qui provoque la débandade et fait battre en retraite la compagnie. Lorsqu'ils regagnent leurs lignes, ils sont accusés de lâcheté devant l'ennemi, et le général décide de les faire fusiller pour l'exemple sans même les faire passer en cour martiale, conformément aux directives du maréchal Joffre.

## Fiche technique
- Titre original : Les Fusillés
- Réalisateur : Philippe Triboit
- Scénariste : Philippe Triboit, Clément Koch
- Producteur : Bénédicte Lesage, Ariel Askénazi
- Musique du film : François Staal
- Photographe : Gilles Porte
- Montage : Peggy Koretzky
- Costumes : Florence Clamond
- Chef décorateur : Christophe Thiollier (A.D.C)
- Société de production : Mascaret Films
- Pays d'origine : France
- Genre : film de guerre
- Durée : 90 minutes
- Date de diffusion : 10 novembre 2015

## Distribution
- Grégoire Leprince-Ringuet : Louis Dulac
- Michaël Gregorio : Bastien
- Sara Giraudeau : Marguerite Dulac
- Marie Kauffmann : Constance
- Scali Delpeyrat : Charles Mevel dit Saint Charles
- Lionnel Astier : René Dulac
- Nathalie Cerda : Eugénie Dulac
- Alain Doutey : le maire
- Grégory Gatignol : Albert
- Benoit Thiébault : Gervais
- Sébastien Gimbert : Jules

## Récompenses
- Festival des créations télévisuelles de Luchon 2015 :
  - Pyrénées d'or de la meilleure fiction unitaire ou mini-série
  - Prix de la meilleure série attribué par le public en salle
- Festival international du film de fiction historique de Narbonne 2015 :
  - Meilleur film
  - Meilleur scénario